# Gailītis G
Gailītis G — латвийское издательство, начавшее свою деятельность в 1993 году. Директором музыкального издательства Gailītis G является Янис Гайлитис.

## История
Gailītis G появилась в 1993 году, в городе Рига, Латвия. Её директором был Янис Гайлитис. В ней успели спродюсироватся большинство латвийских рэперов конца 1990-х - начала 2000-х. Самые известные личности из данного издательства были такие рэперы, как - Gustavo, Fact и объединение S`T`A. Существует по сей день. Последняя работа выпущенная на момент 2025 года, это "Zelta Kniede - Atmiņu pērles".

## Артисты
- Apvedceļš
- Beata
- Brīvdiena
- Deus Sex Machina
- Gustavo
- Fact
- Flora
- Kaimiņi
- Klaidonis
- Lielmežu Miķelis
- One Day
- STA
- Zvaigžņu lietus